# Africa Paradis
Africa Paradis es una película satírica francesa del año 2006.

## Sinopsis
En un futuro imaginario, África ha entrado en una era de prosperidad, mientras que Europa ha sucumbido a la miseria y el subdesarrollo. Olivier, informático sin trabajo, está dispuesto a todo por encontrarlo. Vive con Pauline, maestra también en paro. Vista su situación laboral deprimente en Francia deciden tentar su suerte en África a donde emigran clandestinamente. Nada más llegar, la policía fronteriza los detiene y los encarcelan en una residencia de tránsito, a la espera de que los devuelvan a Francia. Olivier consigue escaparse solo. Empieza entonces una vida de clandestino, hasta el día en que recupera papeles y adquiere la identidad de un blanco fallecido en un accidente de coche. Al mismo tiempo, Pauline acepta un puesto como empleada doméstica en una familia burguesa africana.

## Premios
- FESPACO 2007